# Greatest Hits (албум Јурице Пађена и групе Аеродром)
Greatest Hits је компилацијски албум загребачке рок групе Аеродром и њеног фронтмена Јурице Пађена који је изашао крајем 2020. године, а издала га је издавачка кућа Кроација рекордс. Албум представља компилацију на двоструком ЦД-у и двоструком ЛП-ју и садржи највеће хитове два Пађенова бенда - Аеродрома и Пађен бенда. Пађен је био уредник издања и сам је бирао песме за компилацију.
Издање на ЦД-у објављено је крајем 2020. године, а издање на грамофонској плочи је објављено 11. јануара 2021. године.

## Списак песама
| Редни број | Наслов                   | Албум                 | Трајање |
| ---------- | ------------------------ | --------------------- | ------- |
| 1          | Кад мисли ми врлудају    | Кад мисли ми врлудају | 2:58    |
| 2          | Крај тебе у тами         | Кад мисли ми врлудају | 4:36    |
| 3          | Стави праву ствар        | Танго Банго           | 3:32    |
| 4          | Твоје лице               | Танго Банго           | 4:12    |
| 5          | Добро се забављај        | Танго Банго           | 2:57    |
| 6          | Обична љубавна пјесма    | Обичне љубавне пјесме | 5:12    |
| 7          | 24 сата дневно           | Дукат и прибадаче     | 4:14    |
| 8          | Фратело                  | Дукат и прибадаче     | 2:09    |
| 9          | Дигни ме високо          | Дукат и прибадаче     | 3:05    |
| 10         | Ватра је на небу         | Тројица у мраку       | 3:00    |
| 11         | Метар вина               | Тројица у мраку       | 3:02    |
| 12         | Што си у каву ставила    | Hamburger City        | 3:31    |
| 13         | Дивљакуша                | Слатка мала ствар     | 3:38    |
| 14         | Сузама                   | Слатка мала ствар     | 4:28    |
| 15         | Отказани лет             | Избрисани графити     | 4:15    |
| 16         | А до Сплита 5            | На трави              | 4:58    |
| 17         | Одма ми је запела за око | Rock @ Roll           | 4:10    |
| 18         | Широко ти било поље      | Тактика ноја          | 4:24    |
| 19         | Ја те једноставно волим  | Дневни ритуали        | 3:34    |
| 20         | Сунце ми се смије        | Дневни ритуали        | 3:48    |